# Problem plays
Con problem plays (in italiano "drammi problematici" o "dialettici") si definiscono alcuni drammi di William Shakespeare.

## Uso della locuzione
L'espressione fu adattata a Shakespeare dallo studioso Frederick Samuel Boas nel saggio Shakespeare and His Predecessors (1896). Boas adottò deliberatamente tale termine, allora entrato in voga per definire i drammi di Henrik Ibsen, nei quali il protagonista affronta una situazione spia di un problema sociale più ampio.
Come introdotta da Boas, la locuzione in origine definiva tre drammi: la tragedia Troilo e Cressida (1600-2) e le commedie Misura per misura (1603-4) e Tutto è bene quel che finisce bene (1604-5). Secondo Boas, inoltre, Amleto (1599-1601) costituirebbe un anello di congiunzione tra i drammi dialettici e le successive grandi tragedie shakespeariane.
La locuzione ha avuto successo anche negli studi shakespeariani successivi, tanto da essere stata estesa da alcuni studiosi anche a Il mercante di Venezia (commedia del 1596-7) e Timone d'Atene (tragedia del 1605-6), mentre non è stata accolta l'interpretazione di Boas su Amleto, che viene generalmente considerato una tragedia a pieno titolo.

## Caratteristiche
Secondo Boas, tali drammi dialettici shakespeariani mirerebbero a esplorare specifici dilemmi morali e problemi sociali; avrebbero inoltre uno stile complesso e ambiguo, mirante ad appassionare e sbigottire lo spettatore anziché causare semplicemente gioia (come una commedia) o dolore (come una tragedia).
In effetti, il concetto presenta consonanze con quello più generico di tragicommedia.